# 大武镇 (玛沁县)
大武镇，是中华人民共和国青海省果洛藏族自治州玛沁县下辖的一个乡镇级行政单位。

## 行政区划
大武镇下辖以下地区：
雪山路社区、黄河路社区、永宝牧委会、吾麻牧委会和尼玛龙牧委会。